# Austrophilibertiella nitens
Austrophilibertiella nitens är en bladmossart som beskrevs av Ryszard Ochyra 1996. Austrophilibertiella nitens ingår i släktet Austrophilibertiella och familjen Ditrichaceae. Inga underarter finns listade i Catalogue of Life.